# Hedysarum razoumovianum
Hedysarum razoumovianum är en ärtväxtart som beskrevs av Dc. Hedysarum razoumovianum ingår i släktet buskväpplingar, och familjen ärtväxter. Inga underarter finns listade i Catalogue of Life.